# 김말봉
김말봉(金末鳳, 본명은 金末峰, 1901년 5월 20일 (1901년 음력 4월 3일) - 1961년 2월 9일)은 대한민국의 소설가이다. 본관은 김해(金海)이다.

## 생애
경상남도 밀양 외가에서 출생하였고 경상남도 부산 본가에서 성장하였다. 중외일보 기자로 있으면서 창작 활동을 시작했다. 1928년 전상범(全尙範)과 결혼을 한 후 1933년 중앙일보에 첫작품으로 단편소설 《망명녀》를 발표했고, 1935년 동아일보에 장편소설 《밀림》을, 1936년 조선일보에 장편소설 《찔레꽃》을 발표함으로써 대중소설 작가의 지위를 얻었다. 해방 후에는 사회 개선 운동에 앞장서서 박애원을 경영하는 한편, 많은 장편소설을 신문이나 잡지에 연재했다. 대한민국예술원 회원, 한국문학가협회 대표위원을 역임했고, 작품으로는 《화려한 지옥》 《푸른 날개》 《생명》 《화관의 계절》 등이 있다. 본업은 소설가였지만 가곡〈그네〉의 가사를 작사하기도 했다.

## 학력
- 경상남도 부산 일신여자고등보통학교 수료
- 경성 정신여자고등보통학교 수료
- 일본 교토 다카네 여자중학교 졸업
- 일본 도시샤 여자대학교 영어영문학과 학사